# جام جهانی والیبال مردان ۲۰۰۷
اف‌آی‌وی‌بی جام جهانی والیبال مردان ۲۰۰۷ یازدهمین دوره از جام جهانی مردان می‌باشد که از ۱۸ نوامبر تا ۲ دسامبر ۲۰۰۷ در ژاپن برگزار گردید. این رقابت نخستین مرحله از فرایند راه‌یابی به المپیک تابستانی ۲۰۰۸ پکن، چین بود. سه تیم برتر به چین پیوستند که پیش از این به عنوان میزبان جواز حضور در المپیک را به دست آورده بود.

## راه‌یابی
۱۲ تیم شرکت‌کننده در جام جهانی ۲۰۰۷:
- کشور میزبان:
  -  ژاپن
- ۵ قهرمان ۲۰۰۷ در قهرمانی قارهٔ خود (۵):
  -  برزیل,  اسپانیا,  استرالیا,  ایالات متحده آمریکا,  مصر
- ۴ تیم دارای بالاترین-رده و مقام دوم در قهرمانی قارهٔ خود در ۲۰۰۷ (۴):
  -  روسیه,  آرژانتین,  تونس,  پورتوریکو
- دو وایلد کارت منتخب از شرکت‌کنندگان قهرمانی‌های قاره‌ای در ۲۰۰۷ (۲):
  -  کرهٔ جنوبی,  بلغارستان

## میزبان‌ها
| موقعیت | دور یکم                  | دور دوم            | دور سوم                | دور چهارم                | هیروشیمافوکوئوکاتوکیوتویاماسایتاماماتسوموتواوکایاما · |
| ------ | ------------------------ | ------------------ | ---------------------- | ------------------------ | ----------------------------------------------------- |
| A      | سایتاما                  | هیروشیما           | فوکوئوکا               | توکیو                    | هیروشیمافوکوئوکاتوکیوتویاماسایتاماماتسوموتواوکایاما · |
| A      | سایتاما آرنا             | سالن سبز هیروشیما  | Marine Messe Fukuoka   | ورزشگاه متروپولیتن توکیو | هیروشیمافوکوئوکاتوکیوتویاماسایتاماماتسوموتواوکایاما · |
| A      | گنجایش: ۲۲٬۵۰۰           | گنجایش: ۴٬۷۵۰      | گنجایش: ۱۵٬۰۰۰         | گنجایش: ۱۰٬۰۰۰           | هیروشیمافوکوئوکاتوکیوتویاماسایتاماماتسوموتواوکایاما · |
| A      |                          |                    |                        |                          | هیروشیمافوکوئوکاتوکیوتویاماسایتاماماتسوموتواوکایاما · |
| B      | ماتسوموتو                | تویاما             | اوکایاما               | توکیو                    | هیروشیمافوکوئوکاتوکیوتویاماسایتاماماتسوموتواوکایاما · |
| B      | Matsumoto City Gymnasium | ورزشگاه شهر تویاما | Okayama Momotaro Arena | Komazawa Gymnasium       | هیروشیمافوکوئوکاتوکیوتویاماسایتاماماتسوموتواوکایاما · |
| B      | گنجایش: ۶٬۰۰۰            | گنجایش: ۵٬۰۰۰      | گنجایش: ۱۱٬۰۰۰         | گنجایش: ۳٬۸۷۵            | هیروشیمافوکوئوکاتوکیوتویاماسایتاماماتسوموتواوکایاما · |
| B      |                          |                    |                        |                          | هیروشیمافوکوئوکاتوکیوتویاماسایتاماماتسوموتواوکایاما · |

## قالب
سیستم برگزاری رقابت جام جهانی ۲۰۰۷ برای مردان به صورت دوره‌ای چرخشی بود. هر تیم برابر تمام ۱۱ تیم دیگر بازی کرد. امتیازات به دست آمده توسط تیم‌ها در طول این تورنمنت حساب شد و رده‌بندی نهایی تیم‌ها با توجه به‌شمار امتیازات جمع شده توسط آن‌ها صورت پذیرفت.

## نتایج
- تمام زمان‌ها براساس زمان استاندارد ژاپن (یوتی‌سی ۹:۰۰+) می‌باشد.

|      |                     |          | مسابقات | مسابقات | ست‌ها | ست‌ها | ست‌ها  | امتیازها | امتیازها | امتیازها |
| رتبه | تیم                 | امتیازها | برد     | باخت    | برد  | باخت | نسبت  | برد      | باخت     | نسبت     |
| ---- | ------------------- | -------- | ------- | ------- | ---- | ---- | ----- | -------- | -------- | -------- |
| ۱    | برزیل               | ۲۱       | ۱۰      | ۱       | ۳۰   | ۴    | ۷٫۵۰۰ | ۸۵۲      | ۶۷۳      | ۱٫۲۶۶    |
| ۲    | روسیه               | ۲۰       | ۹       | ۲       | ۲۹   | ۹    | ۳٫۲۲۲ | ۸۹۹      | ۷۴۲      | ۱٫۲۱۲    |
| ۳    | بلغارستان           | ۲۰       | ۹       | ۲       | ۲۹   | ۱۳   | ۲٫۲۳۱ | ۹۸۸      | ۸۸۱      | ۱٫۱۲۱    |
| ۴    | ایالات متحده آمریکا | ۱۹       | ۸       | ۳       | ۲۸   | ۱۲   | ۲٫۳۳۳ | ۹۴۷      | ۸۴۳      | ۱٫۱۲۳    |
| ۵    | اسپانیا             | ۱۸       | ۷       | ۴       | ۲۲   | ۱۵   | ۱٫۴۶۷ | ۸۴۸      | ۸۲۵      | ۱٫۰۲۸    |
| ۶    | پورتوریکو           | ۱۶       | ۵       | ۶       | ۲۱   | ۱۹   | ۱٫۱۰۵ | ۸۷۸      | ۸۶۹      | ۱٫۰۱۰    |
| ۷    | آرژانتین            | ۱۶       | ۵       | ۶       | ۱۵   | ۲۳   | ۰٫۶۵۲ | ۸۲۵      | ۸۷۶      | ۰٫۹۴۲    |
| ۸    | استرالیا            | ۱۵       | ۴       | ۷       | ۱۴   | ۲۵   | ۰٫۵۶۰ | ۸۳۹      | ۹۴۰      | ۰٫۸۹۳    |
| ۹    | ژاپن                | ۱۴       | ۳       | ۸       | ۱۴   | ۲۶   | ۰٫۵۳۸ | ۸۶۵      | ۹۲۳      | ۰٫۹۳۷    |
| ۱۰   | مصر                 | ۱۴       | ۳       | ۸       | ۱۳   | ۲۷   | ۰٫۴۸۱ | ۸۲۹      | ۹۲۲      | ۰٫۸۹۹    |
| ۱۱   | کرهٔ جنوبی           | ۱۳       | ۲       | ۹       | ۹    | ۳۱   | ۰٫۲۹۰ | ۸۱۸      | ۹۴۷      | ۰٫۸۶۴    |
| ۱۲   | تونس                | ۱۲       | ۱       | ۱۰      | ۱۲   | ۳۲   | ۰٫۳۷۵ | ۹۰۹      | ۱۰۵۶     | ۰٫۸۶۱    |

### دور یکم

#### موقعیت A
| تاریخ     | ساعت  |          | امتیاز |           | ست ۱  | ست ۲  | ست ۳  | ست ۴  | ست ۵  | مجموع   | گزارش |
| --------- | ----- | -------- | ------ | --------- | ----- | ----- | ----- | ----- | ----- | ------- | ----- |
| ۱۸ نوامبر | ۱۳:۰۰ | استرالیا | ۳–۲    | کرهٔ جنوبی | ۲۲–۲۵ | ۲۵–۲۰ | ۲۳–۲۵ | ۲۵–۲۰ | ۲۹–۲۷ | ۱۲۴–۱۱۷ | P2 P3 |
| ۱۸ نوامبر | ۱۵:۵۰ | آرژانتین | ۰–۳    | روسیه     | ۱۶–۲۵ | ۲۲–۲۵ | ۱۷–۲۵ |       |       | ۵۵–۷۵   | P2 P3 |
| ۱۸ نوامبر | ۱۸:۳۰ | ژاپن     | ۲–۳    | تونس      | ۲۵–۲۲ | ۲۱–۲۵ | ۲۵–۱۸ | ۲۲–۲۵ | ۱۴–۱۶ | ۱۰۷–۱۰۶ | P2 P3 |
| ۱۹ نوامبر | ۱۲:۳۰ | استرالیا | ۰–۳    | روسیه     | ۲۲–۲۵ | ۲۶–۲۸ | ۱۰–۲۵ |       |       | ۵۸–۷۸   | P2 P3 |
| ۱۹ نوامبر | ۱۵:۰۰ | آرژانتین | ۳–۱    | تونس      | ۲۵–۱۹ | ۲۵–۲۱ | ۲۳–۲۵ | ۲۵–۲۳ |       | ۹۸–۸۸   | P2 P3 |
| ۱۹ نوامبر | ۱۸:۰۰ | ژاپن     | ۳–۰    | کرهٔ جنوبی | ۲۵–۱۵ | ۲۵–۲۰ | ۲۵–۲۱ |       |       | ۷۵–۵۶   | P2 P3 |
| ۲۰ نوامبر | ۱۲:۳۰ | روسیه    | ۳–۱    | تونس      | ۲۲–۲۵ | ۲۵–۱۵ | ۲۵–۱۲ | ۲۵–۱۶ |       | ۹۷–۶۸   | P2 P3 |
| ۲۰ نوامبر | ۱۵:۰۰ | آرژانتین | ۳–۰    | کرهٔ جنوبی | ۲۶–۲۴ | ۲۵–۲۲ | ۲۵–۲۰ |       |       | ۷۶–۶۶   | P2 P3 |
| ۲۰ نوامبر | ۱۸:۰۰ | ژاپن     | ۰–۳    | استرالیا  | ۱۹–۲۵ | ۲۱–۲۵ | ۲۱–۲۵ |       |       | ۶۱–۷۵   | P2 P3 |

#### موقعیت B
| تاریخ     | ساعت  |           | امتیاز |                     | ست ۱  | ست ۲  | ست ۳  | ست ۴  | ست ۵ | مجموع | گزارش |
| --------- | ----- | --------- | ------ | ------------------- | ----- | ----- | ----- | ----- | ---- | ----- | ----- |
| ۱۸ نوامبر | ۱۲:۳۰ | مصر       | ۰–۳    | پورتوریکو           | ۱۷–۲۵ | ۱۹–۲۵ | ۱۷–۲۵ |       |      | ۵۳–۷۵ | P2 P3 |
| ۱۸ نوامبر | ۱۵:۰۰ | بلغارستان | ۳–۱    | اسپانیا             | ۲۵–۲۱ | ۱۹–۲۵ | ۲۵–۲۰ | ۲۵–۱۷ |      | ۹۴–۸۳ | P2 P3 |
| ۱۸ نوامبر | ۱۸:۰۰ | برزیل     | ۰–۳    | ایالات متحده آمریکا | ۲۶–۲۸ | ۲۸–۳۰ | ۲۰–۲۵ |       |      | ۷۴–۸۳ | P2 P3 |
| ۱۹ نوامبر | ۱۳:۰۰ | بلغارستان | ۳–۱    | مصر                 | ۲۵–۱۹ | ۲۵–۱۸ | ۲۳–۲۵ | ۲۵–۱۸ |      | ۹۸–۸۰ | P2 P3 |
| ۱۹ نوامبر | ۱۵:۳۰ | پورتوریکو | ۳–۱    | ایالات متحده آمریکا | ۲۵–۲۱ | ۲۰–۲۵ | ۲۵–۱۷ | ۲۵–۲۲ |      | ۹۵–۸۵ | P2 P3 |
| ۱۹ نوامبر | ۱۸:۳۰ | برزیل     | ۳–۰    | اسپانیا             | ۳۰–۲۸ | ۲۵–۱۷ | ۲۵–۱۶ |       |      | ۸۰–۶۱ | P2 P3 |
| ۲۰ نوامبر | ۱۳:۰۰ | بلغارستان | ۳–۱    | پورتوریکو           | ۱۹–۲۵ | ۲۵–۱۸ | ۲۷–۲۵ | ۲۵–۱۷ |      | ۹۶–۸۵ | P2 P3 |
| ۲۰ نوامبر | ۱۵:۳۰ | اسپانیا   | ۳–۱    | ایالات متحده آمریکا | ۲۱–۲۵ | ۲۵–۲۰ | ۲۷–۲۵ | ۲۵–۲۰ |      | ۹۸–۹۰ | P2 P3 |
| ۲۰ نوامبر | ۱۸:۳۰ | برزیل     | ۳–۰    | مصر                 | ۲۵–۱۸ | ۲۵–۱۴ | ۲۵–۱۷ |       |      | ۷۵–۴۹ | P2 P3 |

### دور دوم

#### موقعیت A
| تاریخ     | ساعت  |           | امتیاز |          | ست ۱  | ست ۲  | ست ۳  | ست ۴  | ست ۵ | مجموع   | گزارش |
| --------- | ----- | --------- | ------ | -------- | ----- | ----- | ----- | ----- | ---- | ------- | ----- |
| ۲۲ نوامبر | ۱۲:۳۰ | کرهٔ جنوبی | ۰–۳    | روسیه    | ۱۶–۲۵ | ۱۴–۲۵ | ۱۹–۲۵ |       |      | ۴۹–۷۵   | P2 P3 |
| ۲۲ نوامبر | ۱۵:۰۰ | استرالیا  | ۳–۱    | تونس     | ۲۵–۲۲ | ۳۵–۳۷ | ۲۶–۲۴ | ۲۵–۲۲ |      | ۱۱۱–۱۰۵ | P2 P3 |
| ۲۲ نوامبر | ۱۸:۰۰ | ژاپن      | ۳–۰    | آرژانتین | ۲۵–۲۳ | ۲۵–۱۹ | ۲۶–۲۴ |       |      | ۷۶–۶۶   | P2 P3 |
| ۲۳ نوامبر | ۱۲:۳۰ | کرهٔ جنوبی | ۳–۲    | تونس     | ۲۵–۱۷ | ۲۳–۲۵ | ۲۱–۲۵ | ۲۵–۲۲ | ۱۵–۹ | ۱۰۹–۹۸  | P2 P3 |
| ۲۳ نوامبر | ۱۵:۰۰ | آرژانتین  | ۳–۱    | استرالیا | ۲۵–۲۱ | ۲۱–۲۵ | ۲۵–۱۴ | ۲۵–۲۳ |      | ۹۶–۸۳   | P2 P3 |
| ۲۳ نوامبر | ۱۸:۰۰ | ژاپن      | ۰–۳    | روسیه    | ۱۹–۲۵ | ۲۰–۲۵ | ۲۳–۲۵ |       |      | ۶۲–۷۵   | P2 P3 |

#### موقعیت B
| تاریخ     | ساعت  |           | امتیاز |                     | ست ۱  | ست ۲  | ست ۳  | ست ۴  | ست ۵  | مجموع   | گزارش |
| --------- | ----- | --------- | ------ | ------------------- | ----- | ----- | ----- | ----- | ----- | ------- | ----- |
| ۲۲ نوامبر | ۱۳:۳۰ | مصر       | ۰–۳    | اسپانیا             | ۱۹–۲۵ | ۲۱–۲۵ | ۱۹–۲۵ |       |       | ۵۹–۷۵   | P2 P3 |
| ۲۲ نوامبر | ۱۵:۳۰ | برزیل     | ۳–۰    | پورتوریکو           | ۲۵–۱۳ | ۲۵–۲۱ | ۲۵–۱۷ |       |       | ۷۵–۵۱   | P2 P3 |
| ۲۲ نوامبر | ۱۸:۳۰ | بلغارستان | ۲–۳    | ایالات متحده آمریکا | ۲۷–۲۹ | ۲۵–۲۰ | ۳۰–۲۸ | ۲۲–۲۵ | ۱۲–۱۵ | ۱۱۶–۱۱۷ | P2 P3 |
| ۲۳ نوامبر | ۱۲:۰۰ | اسپانیا   | ۰–۳    | پورتوریکو           | ۱۸–۲۵ | ۲۲–۲۵ | ۱۸–۲۵ |       |       | ۵۸–۷۵   | P2 P3 |
| ۲۳ نوامبر | ۱۵:۰۰ | برزیل     | ۳–۰    | بلغارستان           | ۲۵–۱۴ | ۲۵–۲۱ | ۲۵–۱۹ |       |       | ۷۵–۵۴   | P2 P3 |
| ۲۳ نوامبر | ۱۸:۰۰ | مصر       | ۰–۳    | ایالات متحده آمریکا | ۲۲–۲۵ | ۱۸–۲۵ | ۱۹–۲۵ |       |       | ۵۹–۷۵   | P2 P3 |

### دور سوم

#### موقعیت A
| تاریخ     | ساعت  |           | امتیاز |           | ست ۱  | ست ۲  | ست ۳  | ست ۴  | ست ۵  | مجموع   | گزارش |
| --------- | ----- | --------- | ------ | --------- | ----- | ----- | ----- | ----- | ----- | ------- | ----- |
| ۲۵ نوامبر | ۱۲:۳۰ | آرژانتین  | ۳–۲    | پورتوریکو | ۱۹–۲۵ | ۲۲–۲۵ | ۲۵–۱۶ | ۲۵–۲۱ | ۱۵–۱۳ | ۱۰۶–۱۰۰ | P2 P3 |
| ۲۵ نوامبر | ۱۵:۰۰ | اسپانیا   | ۰–۳    | روسیه     | ۲۱–۲۵ | ۱۳–۲۵ | ۱۵–۲۵ |       |       | ۴۹–۷۵   | P2 P3 |
| ۲۵ نوامبر | ۱۸:۰۰ | ژاپن      | ۳–۲    | مصر       | ۲۵–۱۷ | ۱۹–۲۵ | ۲۱–۲۵ | ۲۵–۲۳ | ۱۵–۹  | ۱۰۵–۹۹  | P2 P3 |
| ۲۶ نوامبر | ۱۲:۳۰ | آرژانتین  | ۰–۳    | اسپانیا   | ۲۴–۲۶ | ۲۲–۲۵ | ۱۸–۲۵ |       |       | ۶۴–۷۶   | P2 P3 |
| ۲۶ نوامبر | ۱۵:۰۰ | مصر       | ۰–۳    | روسیه     | ۱۹–۲۵ | ۱۸–۲۵ | ۱۹–۲۵ |       |       | ۵۶–۷۵   | P2 P3 |
| ۲۶ نوامبر | ۱۸:۰۰ | ژاپن      | ۰–۳    | پورتوریکو | ۲۳–۲۵ | ۲۳–۲۵ | ۲۱–۲۵ |       |       | ۶۷–۷۵   | P2 P3 |
| ۲۷ نوامبر | ۱۲:۳۰ | آرژانتین  | ۳–۱    | مصر       | ۲۵–۲۲ | ۲۵–۱۹ | ۱۶–۲۵ | ۲۵–۲۱ |       | ۹۱–۸۷   | P2 P3 |
| ۲۷ نوامبر | ۱۵:۰۰ | پورتوریکو | ۰–۳    | روسیه     | ۲۲–۲۵ | ۲۱–۲۵ | ۱۹–۲۵ |       |       | ۶۲–۷۵   | P2 P3 |
| ۲۷ نوامبر | ۱۸:۰۰ | ژاپن      | ۱–۳    | اسپانیا   | ۲۶–۲۴ | ۱۹–۲۵ | ۱۸–۲۵ | ۱۹–۲۵ |       | ۸۲–۹۹   | P2 P3 |

#### موقعیت B
| تاریخ     | ساعت  |           | امتیاز |                     | ست ۱  | ست ۲  | ست ۳  | ست ۴  | ست ۵ | مجموع | گزارش |
| --------- | ----- | --------- | ------ | ------------------- | ----- | ----- | ----- | ----- | ---- | ----- | ----- |
| ۲۵ نوامبر | ۱۲:۳۰ | تونس      | ۱–۳    | ایالات متحده آمریکا | ۲۵–۲۲ | ۱۹–۲۵ | ۱۹–۲۵ | ۱۷–۲۵ |      | ۸۰–۹۷ | P2 P3 |
| ۲۵ نوامبر | ۱۵:۰۰ | بلغارستان | ۳–۰    | کرهٔ جنوبی           | ۲۵–۲۰ | ۲۵–۲۰ | ۲۵–۱۹ |       |      | ۷۵–۵۹ | P2 P3 |
| ۲۵ نوامبر | ۱۸:۰۰ | برزیل     | ۳–۰    | استرالیا            | ۲۵–۱۹ | ۲۵–۱۹ | ۲۵–۲۱ |       |      | ۷۵–۵۹ | P2 P3 |
| ۲۶ نوامبر | ۱۳:۰۰ | کرهٔ جنوبی | ۰–۳    | ایالات متحده آمریکا | ۱۸–۲۵ | ۱۵–۲۵ | ۱۸–۲۵ |       |      | ۵۱–۷۵ | P2 P3 |
| ۲۶ نوامبر | ۱۵:۳۰ | استرالیا  | ۰–۳    | بلغارستان           | ۱۷–۲۵ | ۱۹–۲۵ | ۱۳–۲۵ |       |      | ۴۹–۷۵ | P2 P3 |
| ۲۶ نوامبر | ۱۸:۳۰ | برزیل     | ۳–۰    | تونس                | ۲۵–۱۹ | ۲۵–۱۶ | ۲۵–۲۱ |       |      | ۷۵–۵۶ | P2 P3 |
| ۲۷ نوامبر | ۱۳:۰۰ | استرالیا  | ۰–۳    | ایالات متحده آمریکا | ۱۷–۲۵ | ۱۲–۲۵ | ۱۹–۲۵ |       |      | ۴۸–۷۵ | P2 P3 |
| ۲۷ نوامبر | ۱۵:۳۰ | بلغارستان | ۳–۱    | تونس                | ۲۶–۲۴ | ۲۲–۲۵ | ۲۵–۱۵ | ۲۵–۱۷ |      | ۹۸–۸۱ | P2 P3 |
| ۲۷ نوامبر | ۱۸:۳۰ | برزیل     | ۳–۰    | کرهٔ جنوبی           | ۲۵–۲۰ | ۲۵–۱۷ | ۲۵–۲۰ |       |      | ۷۵–۵۷ | P2 P3 |

### دور چهارم

#### موقعیت A
| تاریخ     | ساعت  |           | امتیاز |                     | ست ۱  | ست ۲  | ست ۳  | ست ۴  | ست ۵  | مجموع   | گزارش |
| --------- | ----- | --------- | ------ | ------------------- | ----- | ----- | ----- | ----- | ----- | ------- | ----- |
| ۳۰ نوامبر | ۱۴:۰۰ | آرژانتین  | ۰–۳    | برزیل               | ۲۰–۲۵ | ۲۲–۲۵ | ۱۶–۲۵ |       |       | ۵۸–۷۵   | P2 P3 |
| ۳۰ نوامبر | ۱۶:۳۰ | بلغارستان | ۳–۲    | روسیه               | ۲۵–۲۱ | ۲۳–۲۵ | ۲۵–۲۲ | ۲۲–۲۵ | ۱۵–۱۲ | ۱۱۰–۱۰۵ | P2 P3 |
| ۳۰ نوامبر | ۱۹:۳۰ | ژاپن      | ۰–۳    | ایالات متحده آمریکا | ۱۸–۲۵ | ۲۵–۲۷ | ۱۹–۲۵ |       |       | ۶۲–۷۷   | P2 P3 |
| ۱ دسامبر  | ۱۴:۰۰ | آرژانتین  | ۰–۳    | ایالات متحده آمریکا | ۱۶–۲۵ | ۱۹–۲۵ | ۱۸–۲۵ |       |       | ۵۳–۷۵   | P2 P3 |
| ۱ دسامبر  | ۱۶:۳۰ | برزیل     | ۳–۰    | روسیه               | ۲۵–۲۲ | ۲۵–۲۲ | ۲۵–۱۸ |       |       | ۷۵–۶۲   | P2 P3 |
| ۱ دسامبر  | ۱۹:۳۰ | ژاپن      | ۱–۳    | بلغارستان           | ۲۵–۲۲ | ۲۰–۲۵ | ۲۰–۲۵ | ۲۰–۲۵ |       | ۸۵–۹۷   | P2 P3 |
| ۲ دسامبر  | ۱۴:۰۰ | آرژانتین  | ۰–۳    | بلغارستان           | ۱۷–۲۵ | ۲۲–۲۵ | ۲۳–۲۵ |       |       | ۶۲–۷۵   | P2 P3 |
| ۲ دسامبر  | ۱۶:۳۰ | روسیه     | ۳–۲    | ایالات متحده آمریکا | ۲۵–۲۳ | ۲۰–۲۵ | ۲۲–۲۵ | ۲۵–۱۷ | ۱۵–۸  | ۱۰۷–۹۸  | P2 P3 |
| ۲ دسامبر  | ۱۹:۳۰ | ژاپن      | ۱–۳    | برزیل               | ۲۵–۲۳ | ۲۱–۲۵ | ۱۹–۲۵ | ۱۸–۲۵ |       | ۸۳–۹۸   | P2 P3 |

#### موقعیت B
| تاریخ     | ساعت  |           | امتیاز |           | ست ۱  | ست ۲  | ست ۳  | ست ۴  | ست ۵ | مجموع   | گزارش |
| --------- | ----- | --------- | ------ | --------- | ----- | ----- | ----- | ----- | ---- | ------- | ----- |
| ۳۰ نوامبر | ۱۲:۳۰ | پورتوریکو | ۳–۰    | تونس      | ۲۵–۱۷ | ۲۵–۱۷ | ۲۵–۲۳ |       |      | ۷۵–۵۷   | P2 P3 |
| ۳۰ نوامبر | ۱۵:۰۰ | مصر       | ۳–۱    | کرهٔ جنوبی | ۲۱–۲۵ | ۲۵–۱۶ | ۲۵–۱۹ | ۲۵–۲۲ |      | ۹۶–۸۲   | P2 P3 |
| ۳۰ نوامبر | ۱۸:۰۰ | استرالیا  | ۰–۳    | اسپانیا   | ۲۱–۲۵ | ۱۹–۲۵ | ۲۰–۲۵ |       |      | ۶۰–۷۵   | P2 P3 |
| ۱ دسامبر  | ۱۲:۳۰ | مصر       | ۳–۱    | تونس      | ۲۵–۲۱ | ۱۸–۲۵ | ۲۵–۲۱ | ۲۵–۲۲ |      | ۹۳–۸۹   | P2 P3 |
| ۱ دسامبر  | ۱۵:۰۰ | اسپانیا   | ۳–۰    | کرهٔ جنوبی | ۲۵–۲۲ | ۲۵–۱۷ | ۲۸–۲۶ |       |      | ۷۸–۶۵   | P2 P3 |
| ۱ دسامبر  | ۱۸:۰۰ | استرالیا  | ۳–۱    | پورتوریکو | ۲۵–۲۱ | ۱۵–۲۵ | ۲۵–۱۸ | ۲۵–۲۱ |      | ۹۰–۸۵   | P2 P3 |
| ۲ دسامبر  | ۱۲:۰۰ | اسپانیا   | ۳–۱    | تونس      | ۲۵–۱۶ | ۲۵–۲۲ | ۲۱–۲۵ | ۲۵–۱۸ |      | ۹۶–۸۱   | P2 P3 |
| ۲ دسامبر  | ۱۴:۳۰ | کرهٔ جنوبی | ۳–۲    | پورتوریکو | ۲۱–۲۵ | ۲۵–۱۸ | ۲۶–۲۴ | ۲۰–۲۵ | ۱۵–۸ | ۱۰۷–۱۰۰ | P2 P3 |
| ۲ دسامبر  | ۱۷:۳۰ | استرالیا  | ۱–۳    | مصر       | ۱۴–۲۵ | ۲۵–۲۳ | ۲۱–۲۵ | ۲۲–۲۵ |      | ۸۲–۹۸   | P2 P3 |

## رده‌بندی نهایی
| رتبه | تیم                 |
| ---- | ------------------- |
| 1    | برزیل               |
| 2    | روسیه               |
| 3    | بلغارستان           |
| ۴    | ایالات متحده آمریکا |
| ۵    | اسپانیا             |
| ۶    | پورتوریکو           |
| ۷    | آرژانتین            |
| ۸    | استرالیا            |
| ۹    | ژاپن                |
| ۱۰   | مصر                 |
| ۱۱   | کرهٔ جنوبی           |
| ۱۲   | تونس                |

|  | راه‌یابی به المپیک تابستانی ۲۰۰۸ |

| قهرمان جام جهانی ۲۰۰۷ |
| --------------------- |
| · برزیل · دومین عنوان |

| فهرست ۱۲ نفره |
| برونو رزنده، مارسلو الگارتن، آندره هلر، ساموئل فوکس، جیبا (c)، موریلو اندرس، آندره ناسیمنتو، سرجیو سانتوس، اندرسون رودریگز، گوستاوو اندرس، رودریگو سانتانا، دانته آمارال |
| سرمربی |
| برناردو رزنده |

## جوایز
| - باارزش‌ترین بازیکن جیبا - امتیاز آورترین بازیکن هکتور سوتو - بهترین اسپک زننده دانته آمارال - بهترین دفاع کننده میانی خوزه لوئیس مولتو | - بهترین سرویس زننده سیمیون پلتافسکی - بهترین پاسور میگل آنخل فالاسکا - بهترین لیبرو سرجیو سانتوس |